# 25-й танковый корпус (СССР)
25-й танковый корпус — оперативное войсковое соединение (танковый корпус) БТиМВ РККА ВС СССР.
25 тк принимал участие в ходе Воронежско-Ворошиловградской, Среднедонской, Орловской, Киевской оборонительной, Житомирско-Бердичевской, Ровно-Луцкой, Проскуровско-Черновицкой и Львовско-Сандомирской операциях, за время которых освободил города Новоград-Волынский, Корец, Червоноармейск, Жолква и Каменка-Струмиловская, Карпатско-Дуклинской и Западно-Карпатской наступательных операций, а также в преодолении Главного Карпатского хребта, Сандомирско-Силезской, Нижне-Силезской и Берлинской наступательных операций, а также при освобождении городов Острув, Фрайштадт, Глогау, Котбус и Люббен. 12 мая 1945 года в районе города Прага частями корпуса был пленён предатель А. А. Власов.

## История
25-й танковый корпус формировался с 19 марта по 7 июля 1942 года под руководством генерал-майора танковых войск П. П. Павлова. 
На 16 июля 1942 года 25 тк имел: 5 243 человек личного состава, 166 танков (103 средних Т-34, 63 лёгких Т-60 и Т-70), 18 противотанковых 45-мм пушек, 48 зенитных орудий, 18 миномётов. Танковое формирование принимало участие в ходе Воронежско-Ворошиловградской операции, во время которой вёло оборонительные боевые действия на чижовском плацдарме южнее Воронежа, а затем в Среднедонской операции наступал по направлению на города Богучар, Слобода и Кашары, за 10 дней боевых действий корпус прошёл более 350 километров и вышел западнее города Морозовск.
После летних боёв в составе 40-й армии корпус был выведен в резерв с целью участия в зимнем наступлении Юго-Западного фронта. С февраля 1943 года в ходе Донбасской наступательной операции, форсировании Днепра и захвате плацдарма на его западном берегу южнее города Запорожье, в ходе боёв корпус, совершив рейд по тылам войск нацистской Германии к Днепру, в течение 13 суток вёл тяжёлые боевые действия в отрыве от главных сил армии, и чуть не захватил Гитлера и его сопровождение, которые находились на аэродроме под городом Запорожье, немцы организовали численный перевес в войсках и в районе Павлограда танковый корпус был окружён, и с 22 февраля до 8 марта 1943 года он вёл бои в окружении. 25 тк с потерями вышел из окружения.
С августа по сентябрь 1943 года корпус принял участие в боях в составе 11-й гвардейской армии, а с октября после переброски на юг и включения в состав 1-го Украинского фронта, участвовал в боях.
С 20 по 30 ноября 1943 года корпус был укомплектован танковой колонной «Ивановский колхозник».
В июле 1945 года 25-й танковый корпус, в составе Центральной группы войск ВС Союза ССР, и в связи с демобилизацией Союза ССР был переформирован в 25-ю танковую дивизию и оставался с этим наименованием вплоть до вывода и расформирования в 1989 году.
В 1989 году 25-я танковая дивизия выведена в город Чугуев Украинской ССР и расформирована.

### В составе действующей армии
В составе действующей армии:
- с 11.07.1942 по 31.03.1943
- с 13.07.1943 по 20.08.1943
- с 19.11.1943 по 11.05.1945[3]

## Полное наименование
Полное действительное наименование соединения — 25-й танковый корпус.

## Командный состав корпуса

### Командиры корпуса
- генерал-майор танковых войск Павлов Пётр Петрович (с 13.07.1942 по 25.03.1943), пропал без вести в марте 1943 — ОБД;
- генерал-майор танковых войск Аникушкин Фёдор Георгиевич (с 23.05.1943 по 04.10.1944);
- полковник Петровский Владимир Герасимович (с 05.10.1944 по 09.11.1944);
- генерал-майор танковых войск Фоминых Евгений Иванович (с 10.11.1944 по 11.05.1945)[6].

### Военные комиссары корпуса (заместители командира по политической части)
С 9 октября 1942 года — заместители командира корпуса по политической части:
- полковой комиссар, полковник Скосырев Михаил Александрович (с 09.07.1942 по 06.12.1942);
- полковник Швеков Иван Карпович (с 06.12.1942 по 06.01.1943);
- полковник Стебловцев Алексей Иванович (с 27.01.1943 по 13.05.1943);
- полковник Елисеев Пётр Михайлович (с 13.05.1943 по 16.06.1943)[6].

### Начальники штаба корпуса
- подполковник Караван Александр Филиппович (с 15.09.1942 по .11.1942);
- полковник Васютин Николай Порфирьевич (с .11.1942 по .12.1942), погиб 01.03.1943 при выходе из окружения;
- полковник Воронченко Владимир Парфёнович (с .12.1942 по .03.1944);
- полковник Грановский Исаак Наумович (с .03.1944 по .04.1944);
- полковник Анихимовский Сигизмунд Болеславович (с .04.1944 по .09.1944);
- подполковник Горлинский Владимир Демидович (с .09.1944 по .10.1944);
- полковник Зубков Михаил Дмитриевич (с .10.1944 по 09.05.1945)[6].

### Начальники оперативного отдела
- Караван Александр Филиппович (на август 1942 года);
- Анихимовский Сигизмунд Болеславович, подполковник (на январь 1944 года);
- Горлинский Владимир Демидович (на июль 1944 года)[6].

### Начальник разведывательного отдела
- Завелион Абрам Маркович, подполковник[6]

## Состав
- Управление корпуса
- 111-я танковая Новоград-Волынская Краснознамённая орденов Суворова и Кутузова бригада
- 162-я танковая Новоград-Волынская Краснознамённая орденов Суворова и Кутузова бригада
- 175-я танковая Новоград-Волынская Краснознамённая ордена Суворова бригада
- 16-я мотострелковая бригада (до мая 1943 года)
- 20-я мотострелковая Новоград-Волынская Краснознамённая ордена Суворова бригада (с мая 1943 года)
- 1451-й самоходно-артиллерийский Келецкий Краснознамённый полк
- 1253-й самоходно-артиллерийский Новоград-Волынский Краснознамённый ордена Суворова полк
- 262-й гвардейский тяжёлый самоходно-артиллерийский Келецкий Краснознамённый ордена Богдана Хмельницкого полк
- 1829-й тяжёлый самоходно-артиллерийский полк
- 296-й гвардейский лёгкий артиллерийский Черновицкий Краснознамённый полк
- 459-й миномётный Новоград-Волынский ордена Красной Звезды полк
- 1497-й истребительный противотанковый Новоград-Волынский полк
- 1702-й зенитный артиллерийский Новоград-Волынский Краснознамённый полк
- 219-й зенитный артиллерийский полк

Корпусные части:
- 2-й отдельный гвардейский миномётный Рославльский Краснознамённый дивизион
- 746-й отдельный истребительно-противотанковый Краснознаменный[7] дивизион
- 13-й отдельный бронеавтомобильный разведывательный батальон
- 53-й отдельный мотоциклетный Новоград-Волынский Краснознамённый ордена Богдана Хмельницкого батальон
- 3-й отдельный разведывательный батальон
- 459-й отдельный ордена Красной Звезды[7]?[8] батальон связи, с 13.07.1943
- 194-я отдельный сапёрный Новоград-Волынский[9] Краснознамённый[7] батальон, с 13.07.1943
- 135-я отдельная рота химзащиты, с 13.07.1943
- 25-я отдельная автотранспортная рота подвоза ГСМ, с 08.03.1943; 30.03.1945 переименована в 796-ю отдельную автотранспортную роту подвоза ГСМ
- 173-я подвижная танкоремонтная база, с 20.08.1942
- 140-я подвижная авторемонтная база, с 20.08.1942
- авиазвено связи, с 13.07.1943
- 42-й полевой автохлебозавод, с 13.07.1943
- 1943-я полевая касса Госбанка, с 01.01.1944
- 2135-я военно-полевая станция, с 01.08.1943[10]

- управление
- 162-й танковый Новоград-Волынский полк (Фогельзанг))
- 175-й танковый Новоград-Волынский полк (Пренцлау)
- 335-й гвардейский танковый Келецкий Краснознамённый, ордена Богдана Хмельницкого полк (Пренцлау)
- 803-й гвардейский мотострелковый Вапнярско-Берлинский, Краснознамённый орденов Суворова и Богдана Хмельницкого полк (до 1989 г. — Дрёген Фюрстенберг (Хафель), с 1989 г. — Фогельзанг)
- 843-й самоходный артиллерийский полк (Шонвальде)
- 447-й зенитно-ракетный полк (Фогельзанг)
- 665-й отдельный ракетный дивизион (Фогельзанг)
- 53-й отдельный разведывательный батальон (Пренцлау)
- 459-й отдельный батальон связи (Фогельзанг)
- 194-й отдельный инженерно-сапёрный батальон (Фогельзанг)
- 1076-й отдельный батальон материального обеспечения (Бриц-Эберсвальде)
- 14-й отдельный ремонтно-восстановительный батальон (Фогельзанг)
- 232-й отдельный медицинский батальон (Фогельзанг)
- отдельная рота химической защиты (Фогельзанг)[11]

## Вышестоящие воинские части
| Дата            | Фронт (округ)            | Армия                  |
| --------------- | ------------------------ | ---------------------- |
| 01.07.1942 года | Резерв Ставки ВГК        |                        |
| 01.08.1942 года | Воронежский фронт        | 60-я армия             |
| 01.09.1942 года | Воронежский фронт        | 40-я армия             |
| 01.11.1942 года | Воронежский фронт        |                        |
| 01.12.1942 года | Воронежский фронт        | 6-я армия              |
| 01.01.1943 года | Юго-Западный фронт       |                        |
| 01.04.1943 года | Резерв Ставки ВГК        |                        |
| 01.07.1943 года | Резерв Ставки ВГК        | 11-я гвардейская армия |
| 01.09.1943 года | Московский военный округ |                        |
| 01.12.1943 года | 1-й Украинский фронт     |                        |
| 01.01.1944 года | 1-й Украинский фронт     | 13-я армия             |
| 01.02.1944 года | 1-й Украинский фронт     | 60-я армия             |
| 01.03.1944 года | 1-й Украинский фронт     | 13-я армия             |
| 01.08.1944 года | 1-й Украинский фронт     |                        |
| 01.10.1944 года | 1-й Украинский фронт     | 38-я армия             |
| 01.12.1944 года | 1-й Украинский фронт     |                        |
| 01.01.1945 года | 1-й Украинский фронт     | 3-я гвардейская армия  |

## Отличившиеся воины

### Герои Советского Союза
| № | Фамилия Имя Отчество           | Дата Указа            | Должность | Звание                       | Примечания                 |
| - | ------------------------------ | --------------------- | --- | ---------------------------- | -------------------------- |
|   | Анташкевич, Фёдор Кузьмич      | 10 апреля 1945 года   | командир орудия 296-го гвардейского лёгкого артиллерийского полка                                                        | старший сержант              | посмертно                  |
|   | Вайсер, Владимир Зельманович   | 25 августа 1944 года  | командир танка Т-34 2-го танкового батальона 111-й танковой бригады                                                      | младший лейтенант            | посмертно                  |
|   | Вартумян, Гарник Барсегович    | 27 июня 1945 года     | командир 3-й батареи 459-го миномётного полка                                                                            | лейтенант                    |                            |
|   | Егоров, Александр Петрович     | 25 августа 1944 года  | командир истребительно-противотанковой артиллерийской батареи 3-го мотострелкового батальона 20-й мотострелковой бригады | старший лейтенант            | звание присвоено посмертно |
|   | Лавров, Яков Иванович          | 10 апреля 1945 года   | командир танкового взвода 3-го танкового батальона 111-й танковой бригады                                                | старший лейтенант            | посмертно                  |
|   | Попков, Александр Иванович     | 27 июня 1945 года     | механик-водитель СУ-152 262-го гвардейского тяжёлого самоходно-артиллерийского полка                                     | лейтенант                    |                            |
|   | Русских, Пётр Егорович         | 27 июня 1945 года     | механик-водитель 1-го танкового батальона 111-й танковой бригады                                                         | старший сержант              |                            |
|   | Сигаков, Дмитрий Ильич         | 27 июня 1945 года     | командир 2-й батареи 296-го гвардейского лёгкого артиллерийского полка                                                   | старший лейтенант            |                            |
|   | Станкевич, Гемел Михайлович    | 27 июня 1945 года     | командир взвода 1-го танкового батальона 111-й танковой бригады                                                          | младший лейтенант            |                            |
|   | Тарасов, Константин Николаевич | 27 июня 1945 года     | командир орудия артиллерийского дивизиона 20-й мотострелковой бригады                                                    | старший сержант              | посмертно                  |
|   | Удалов, Иван Иванович          | 23 сентября 1944 года | командир орудия 1451-го самоходно-артиллерийского полка                                                                  | младший лейтенант            | посмертно                  |
|   | Фоминых, Евгений Иванович      | 29 мая 1945 года      | командир корпуса | генерал-майор танковых войск |                            |
|   | Шкенев, Григорий Александрович | 27 июня 1945 года     | командир 1-го дивизиона 459-го миномётного полка                                                                         | старший лейтенант            |                            |

### Кавалеры ордена Славы 3-х степеней[13]
- Тютин, Алексей Яковлевич, старший сержант, командир отделения автоматчиков моторизованного батальона автоматчиков 111-й танковой бригады.

## Памятник
- Место боя 25-го танкового корпуса[укр.]

## Награды
Формирование за позднейшую утерю боевого знамени, в период окружения во время рейда, к награждению в дальнейшем не представлялось, а позднее как танковая дивизия соединение было представлено к награде и получило орден Красного Знамени 22 февраля 1968 года.